# 程村镇
程村镇，是中华人民共和国广东省阳江市阳西县下辖的一个乡镇级行政单位。

## 行政区划
程村镇下辖以下地区：
程村街道社区、西一村、西二村、龙岗村、陇石村、豪光村、红光村、新光村、罗岗村、胡荔村、荔潭村、程村、长芙村、石龙村、平原村、坡尾村、黄什村、中北村、平中村、中西村、莲花村和莲湖村。

## 特产
程村蚝：中国地理标志产品。